# Cecropia engleriana
Cecropia engleriana är en nässelväxtart som beskrevs av Snethlage. Cecropia engleriana ingår i släktet Cecropia och familjen nässelväxter. Inga underarter finns listade i Catalogue of Life.